# Stanisław Niedzielski (balneolog)
Stanisław Niedzielski (ur. 4 marca 1859, zm. 21 kwietnia 1905 w Ojcowie) – polski lekarz, balneolog, współtwórca rozkwitu uzdrowiska w Ojcowie na przełomie XIX i XX wieku.

## Życiorys
Był synem Franciszka i Julii z Tarnowskich, lekarzem od 1886 roku. W latach 1887–1898 pracował w Zakładzie Przyrodo-Leczniczym dra Jana Bielińskiego w Nowym Mieście nad Pilicą, odbył również studia w zakresie balneologii w Szwajcarii. W kwietniu 1898 roku objął kierownictwo Zakładu Wodoleczniczego „Goplana” w Ojcowie, założonego dekadę wcześniej przez hrabiego Ludwika Krasińskiego.
Wprowadził w zakładzie nowoczesne wyposażenie przyrodolecznicze, pionierskie metody leczenia, a także diety dostosowane do potrzeb pacjentów oraz codzienną gimnastykę. Leczył chorych z problemami dróg oddechowych, anemią, rekonwalescentów i nerwowo chorych. Propagował wśród kuracjuszy walory turystyczne Ojcowa i okolicy. Był inicjatorem budowy w Ojcowie kaplicy, przebudowanej z jednej z łazienek zdrojowych. Według tradycji, gdy władze carskie nie wydały zezwolenia na budowę świątyni, miał przekazać znajdujący się nad nurtem Prądnika budynek ze słowami: „...zabroniono budowy, ale na lądzie, to niech stoi na wodzie...”
Prowadził badania właściwości leczniczych wód ojcowskich i walorów klimatycznych okolicy. Uczestniczył w sympozjach balneologicznych, publikował w „Gazecie Lekarskiej”, był współzałożycielem Polskiego Towarzystwa Balneologicznego. Prowadził także działalność społeczną, leczył bezpłatnie chorych spośród miejscowej ludności, kształcił przewodników po okolicznych atrakcjach i zabytkach. Jego zakład służył jako punkt przerzutowy dla emisariuszy zdążających do Galicji.
Żonaty z Zofią z Mieszkowskich, miał czworo dzieci.
Zmarł w 1905 roku w Ojcowie, został pochowany na cmentarzu parafialnym w Smardzowicach. Dwa lata po jego śmierci na jednej ze skał w Dolinie Prądnika wmurowano tablicę pamiątkową z płaskorzeźbą autorstwa Czesława Makowskiego.